# Votomita roraimensis
Votomita roraimensis är en tvåhjärtbladig växtart som beskrevs av Thomas Morley. Votomita roraimensis ingår i släktet Votomita och familjen Melastomataceae. Inga underarter finns listade i Catalogue of Life.